# オーク薬品
オーク薬品株式会社（オークやくひん）は、かつて存在した医薬品・衛生材料・化粧品の卸売を中心とする日本の企業。現在はメディセオ・パルタックホールディングスグループの一社エバルスである。地盤の広島・島根・鳥取では首位。

## 概要
社名は王水堂薬品株式会社のOとケンコー産業のK、そしてアグレッシブのAから名づけられた。OAKは「樫の木」を意味し、空に向かって真っ直ぐにのびる樫の木のようにとの願いも込められている。
企業理念の「MOTHER'S EYE（母の目の高さへ）」とは、いのち関連企業を目指すための進むべき道を見据え、力強く歩むためのスタンスである。すべての「いのち」を生み育む母、愛情と優しさに満ちた母。そんな母の目の高さで今を、そして未来を見つめ母のような優しさ、力強さ、謙虚さで事業展開していく。
シンボルマークは、母の懐、オールマイティーな母の腕。活気に溢れた母のハートのイメージをおおらかで温かみのある形に表したものである。
時代の流れは、すべてがスピード化に向かっている。的確、迅速な納品を実現させる為に、コンピューター制御による物流システムの導入。各営業担当者はパソコン（ポータブルターミナル）を携帯し、受注情報を電話回線を通じて、物流センターのホストコンピューターに入力する。直ちに出庫態勢がとれるピック・ディレクターシステムで、一貫した管理を徹底させている。

## 会社概要
- 本社は広島県広島市東区矢賀6丁目1-60
- 代表取締役会長・小林 昭二
- 代表取締役社長・寺西 弘太
- 代表取締役専務・長谷川 秀雄
- 代表取締役常務・山下 卓郎

## 大株主
- 武田薬品
- 長谷川マツエ
- 浅田勝彦
- 井上誠司
- エーザイ

## 沿革
- 1991年（平成3年）4月 - 広島市に本社を置くケンコー産業と松江市に本社を置く王水堂薬品とが合併し「オーク薬品株式会社」を設立。
- 1992年（平成4年） - 徳山営業所開設
- 1993年（平成5年） - 下関営業所開設
- 1997年（平成 9年）10月 - 林薬品とオーク薬品が合併。「エバルス」に商号変更。

## 営業所
- 広島県：広島市・福山市・呉市・三次市・三原市・尾道市・東広島市
- 山口県：山口市・岩国市・下関市・萩市・徳山市
- 島根県：松江市・出雲市・浜田市・益田市
- 鳥取県：鳥取市・米子市・倉吉市
- 岡山県：津山市

## 主な取引メーカー
- 武田薬品工業
- 住友製薬（現在・大日本住友製薬）
- 第一製薬（現在・第一三共）
- 藤沢薬品工業（現在・アステラス製薬）
- 協和発酵（現在・協和発酵キリン）
- バイエル薬品
- 大日本製薬（現在・大日本住友製薬）
- エーザイ
- 小野薬品工業
- チバガイギー（現在・ノバルティス）

## ケンコー産業・王水堂薬品との合併
この合併で、資本金2億5,000万円、従業員890人、初年度見込み売上高は、640億円と中国地方一の医療総合商社が誕生した。中国地区全域をカバーする営業網が確立された。
1990年（平成2年）に物流戦略の要となる物流システムが完成し、迅速で正確なデリバリーを目指して、コンピューター制御により中国地区全域をカバーする物流の体制づくりが固められている。
（1991年（平成3年）度・事業所）
- 広島県：広島本社・呉営業所・三原営業所・福山営業所・三次営業所・東広島出張所
- 島根県：松江支社・出雲営業所・浜田営業所・益田営業所
- 鳥取県：米子営業所・倉吉営業所・鳥取営業所
- 岡山県：津山営業所
- 山口県：岩国営業所・山口営業所・萩営業所